# 比里廷加
比里廷加是巴西巴伊亚州的一个市镇。总面积430.602平方公里，总人口13931人，人口密度32.4人/平方公里。